# Рублин
Ру́блин — село в Україні, у Золотопотіцькій селищній громаді Чортківського району Тернопільської області. Розташоване на півдні району. До 2015 підпорядковане Золотопотіцькій селищній раді. До Рублина приєднано хутір Кутосівка.
Населення — 346 осіб (2007).

## Історія
Відоме від XVIII століття.
Від вересня 2015 року ввійшло у склад Золотопотіцької селищної громади.
12 червня 2020 року, відповідно до Розпорядження Кабінету Міністрів України від № 724-р «Про визначення адміністративних центрів та затвердження територій територіальних громад Тернопільської області», увійшло до складу Золотопотіцької селищної громади.
19 липня 2020 року, в результаті адміністративно-територіальної реформи та ліквідації Бучацького району, село увійшло до складу Чортківського району.

## Політика

### Парламентські вибори, 2019
На позачергових парламентських виборах 2019 року у селі функціонувала окрема виборча дільниця № 610157, розташована у приміщенні фельдшерсько-акушерського пункту.
Результати
- зареєстровано 209 виборців, явка 51,67%, найбільше голосів віддано за «Слугу народу» — 40,20%, за Всеукраїнське об'єднання «Батьківщина» — 13,73%, за Радикальну партію Олега Ляшка — 8,82%.[3] В одномандатному окрузі найбільше голосів отримав Ігор Сопель (Слуга народу) — 28,04%, за Миколу Люшняка (самовисування) — 27,10%, за Володимира Бліхаря (Всеукраїнське об'єднання «Батьківщина») — 14,95%[4].

## Соціальна сфера
Діє ЗОШ 1 ступ., клуб, ФАП.

## Релігія
- церква Святого Пророка Іллі (1995, мурована, УГКЦ).

## Галерея

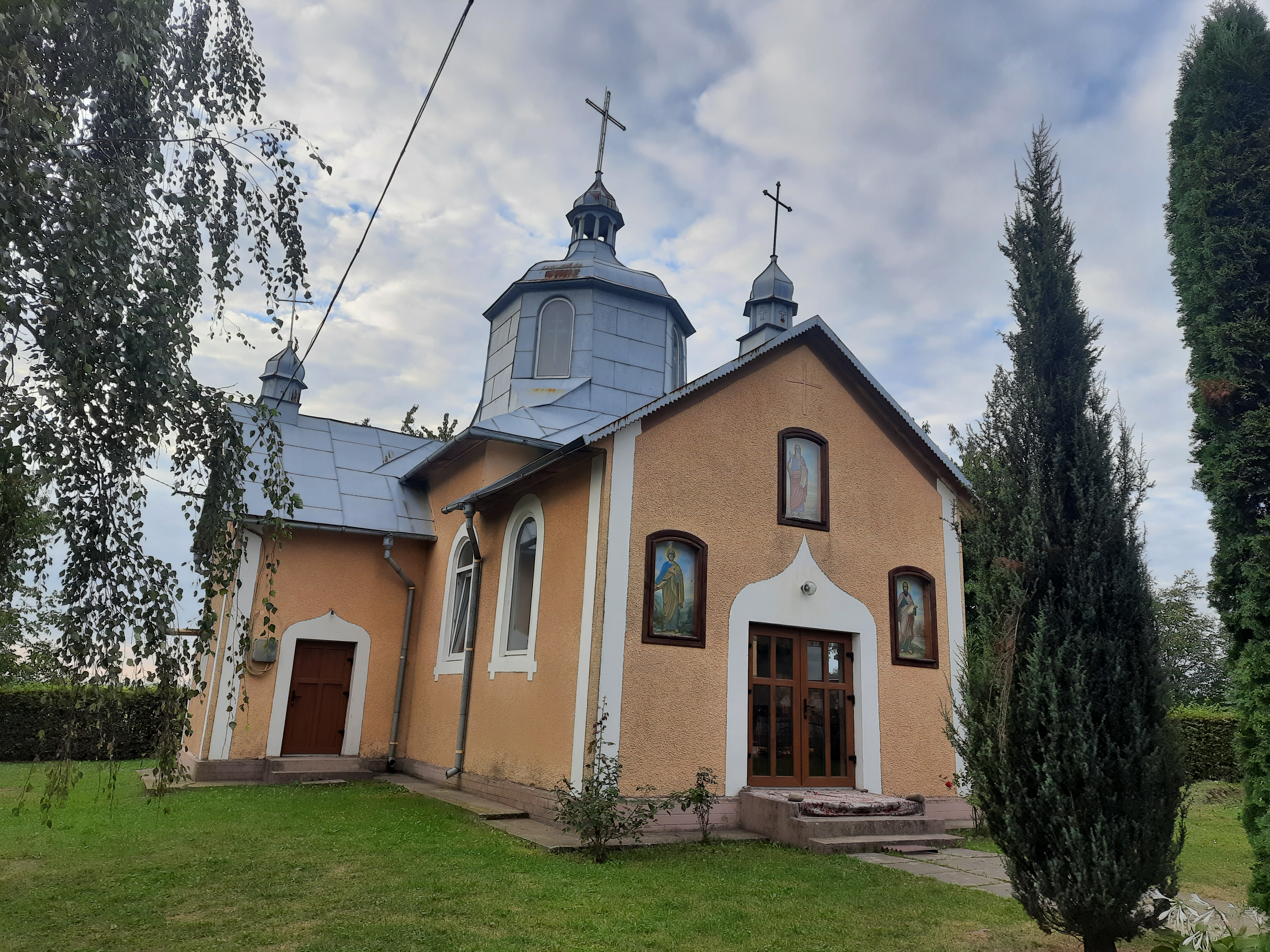
Церква Святого Пророка Іллі
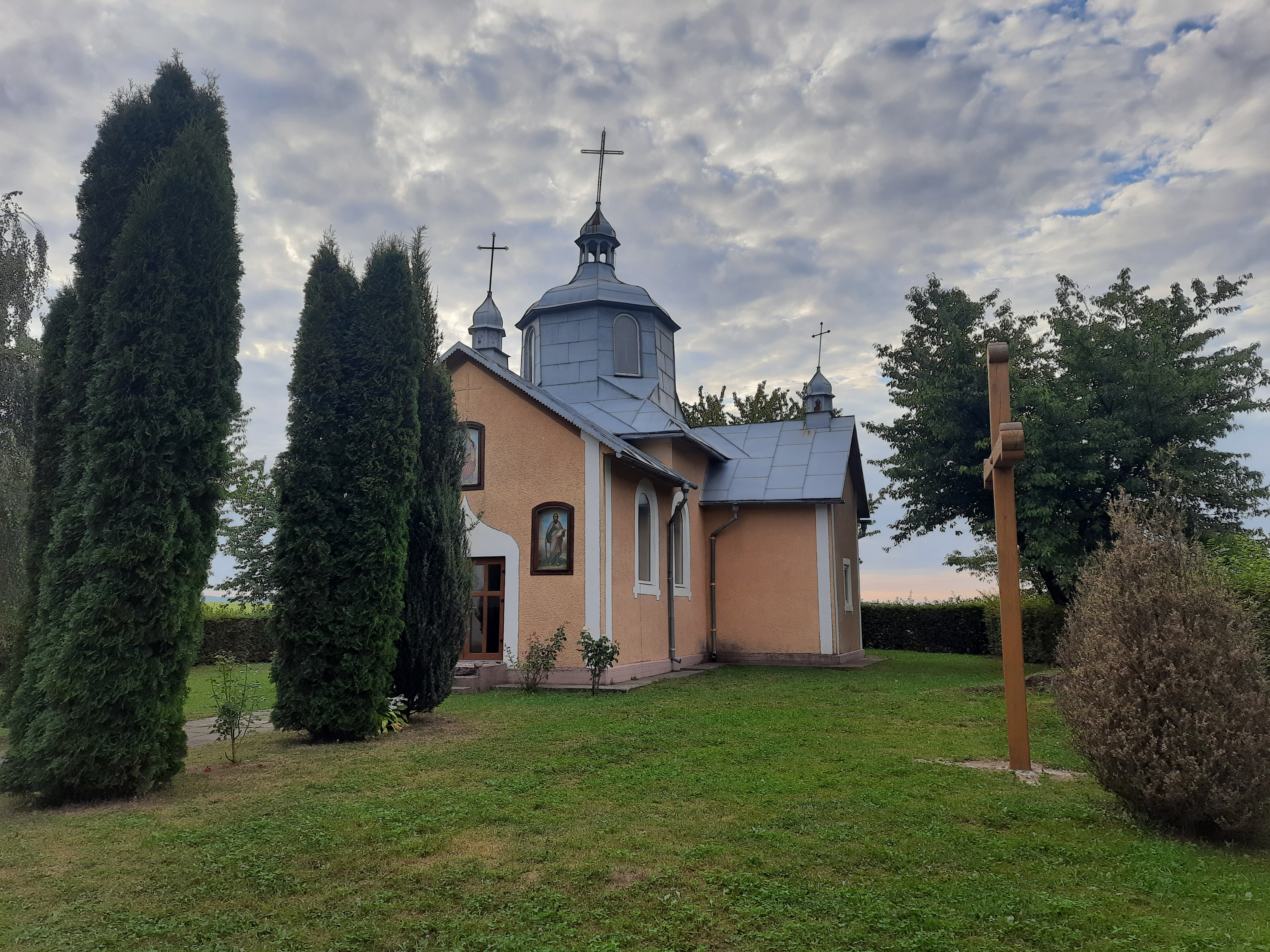
Церква Святого Пророка Іллі
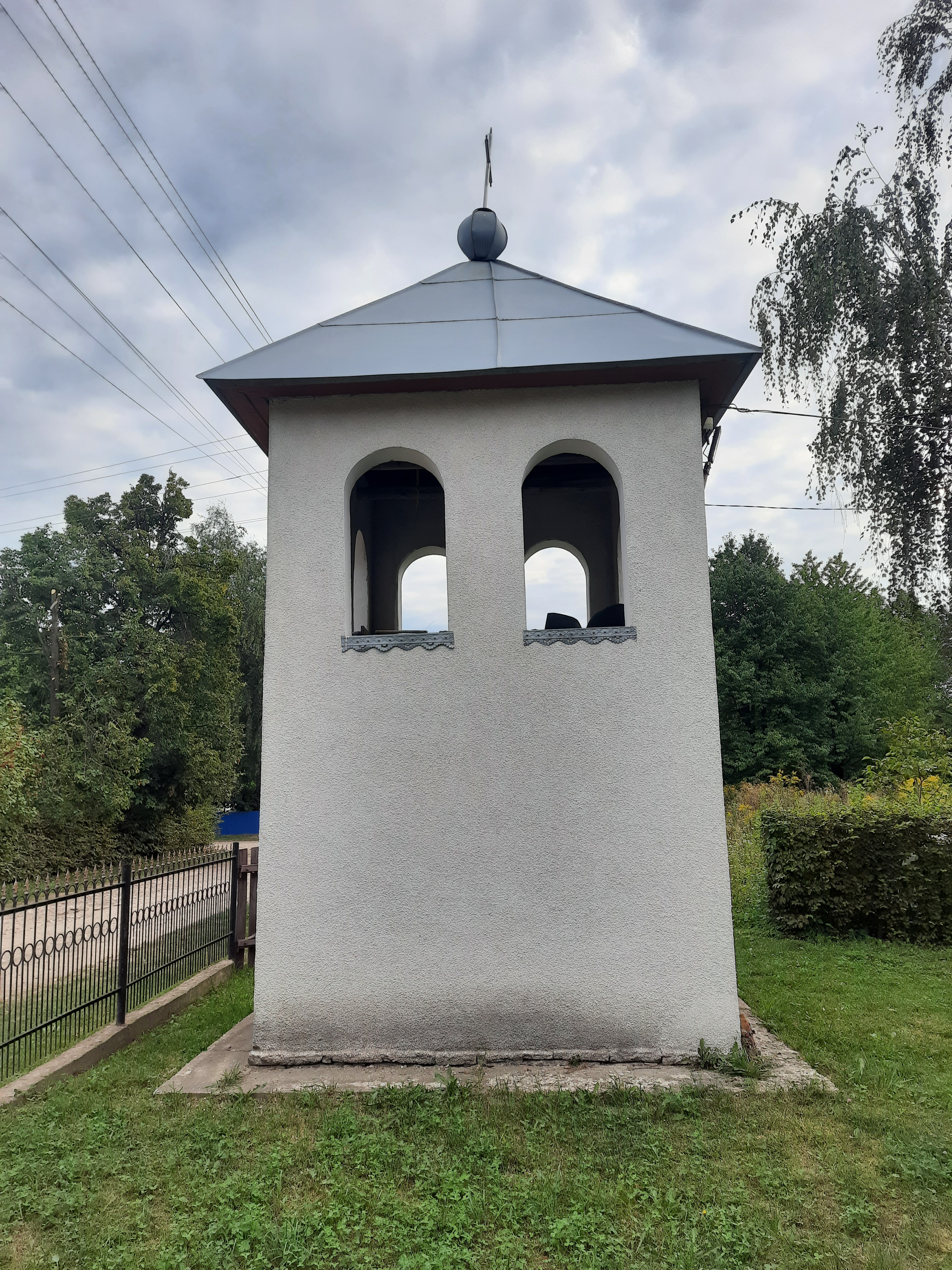
Церковна дзвіниця
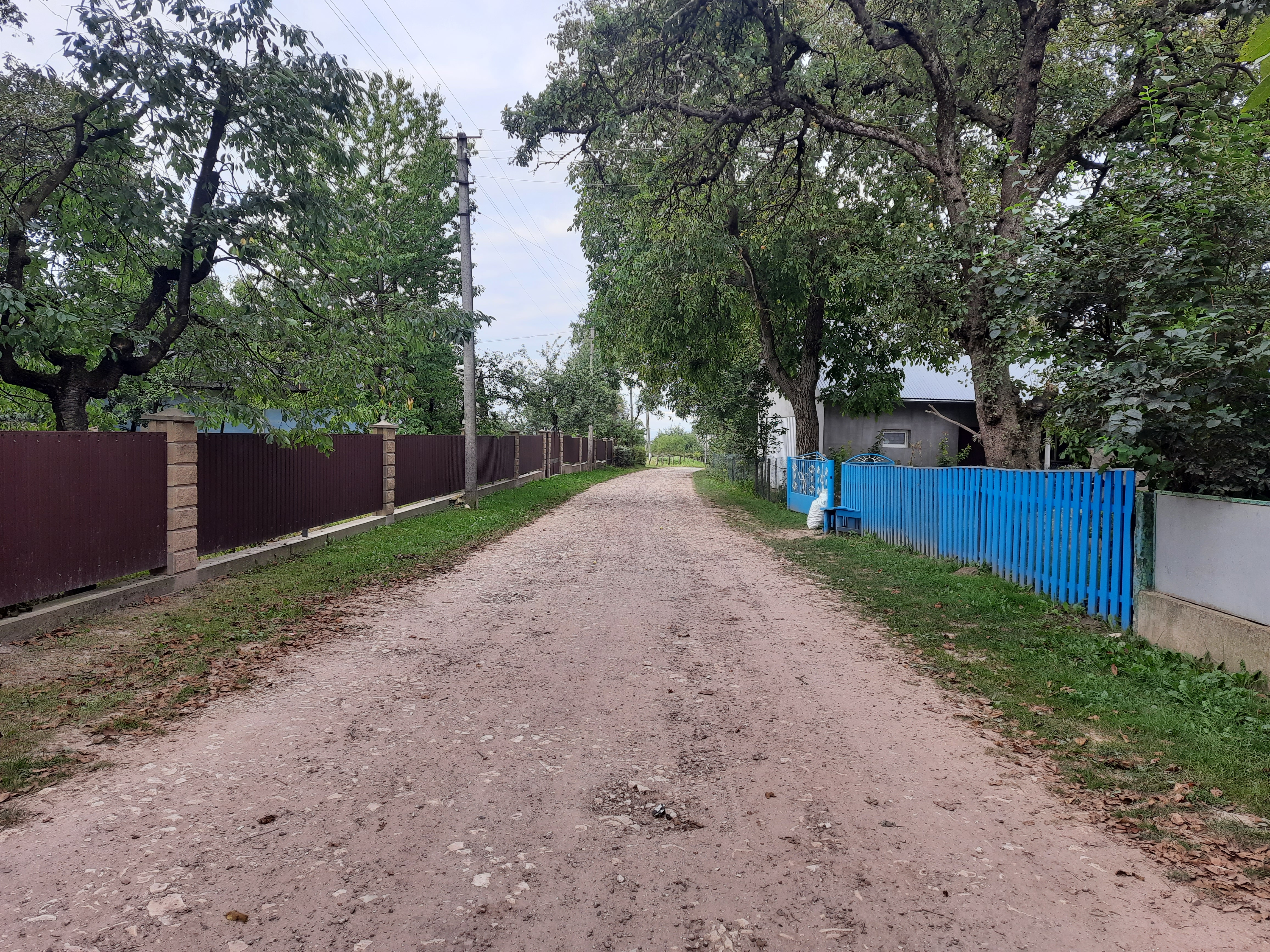
Сільська вулиця
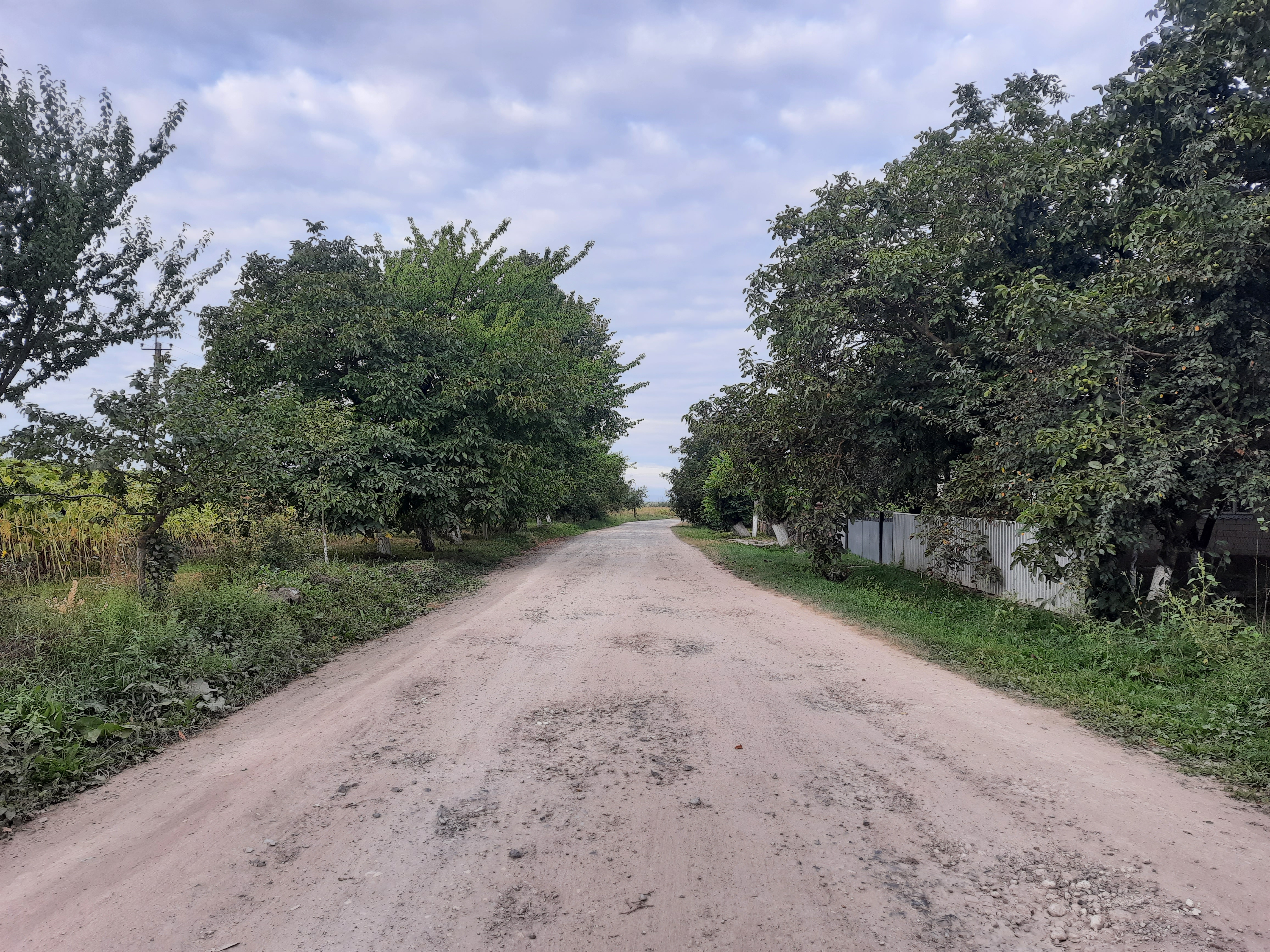
Сільська вулиця